# Postkantoor

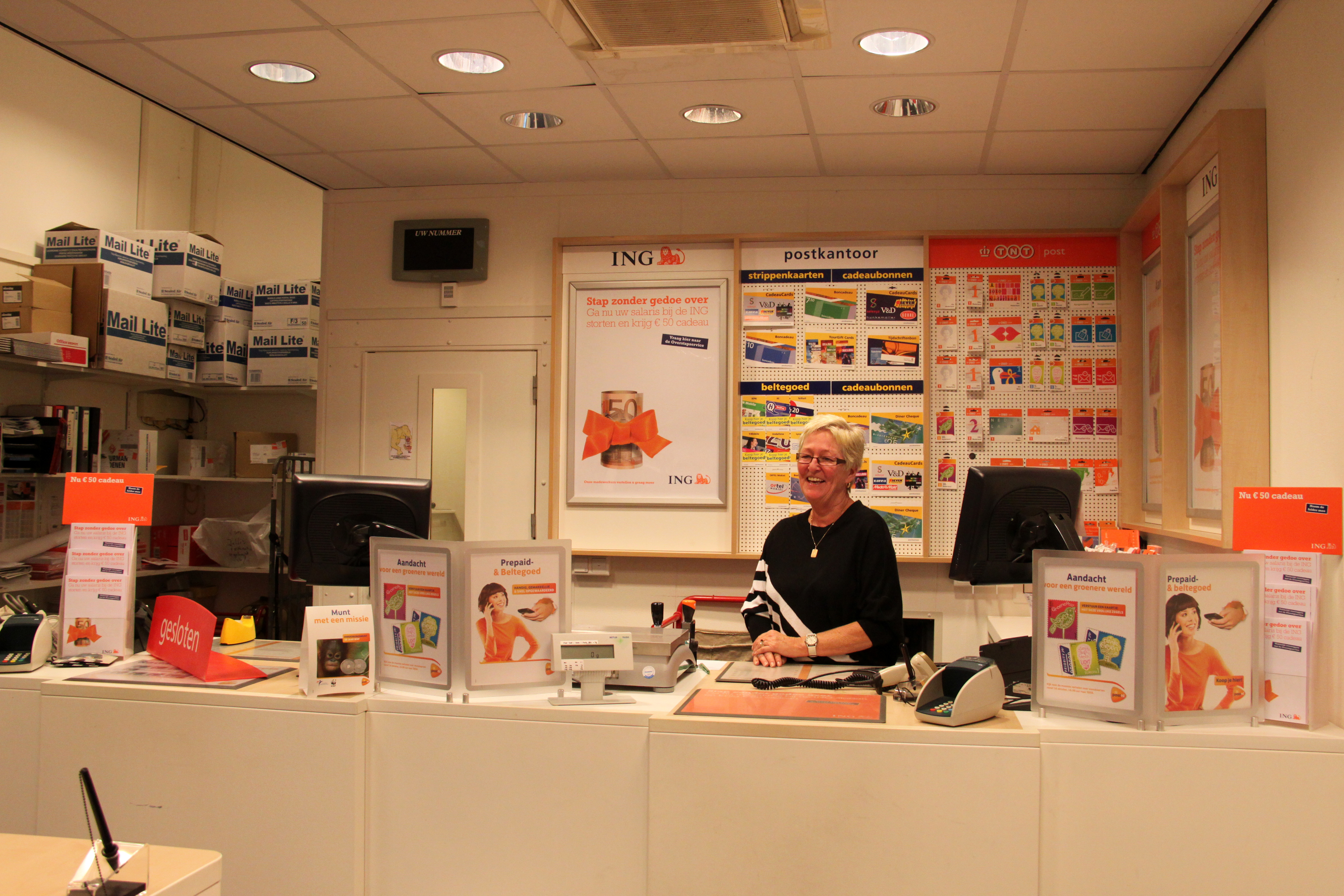
Balie van een postkantoor in Den Burg in 2011.

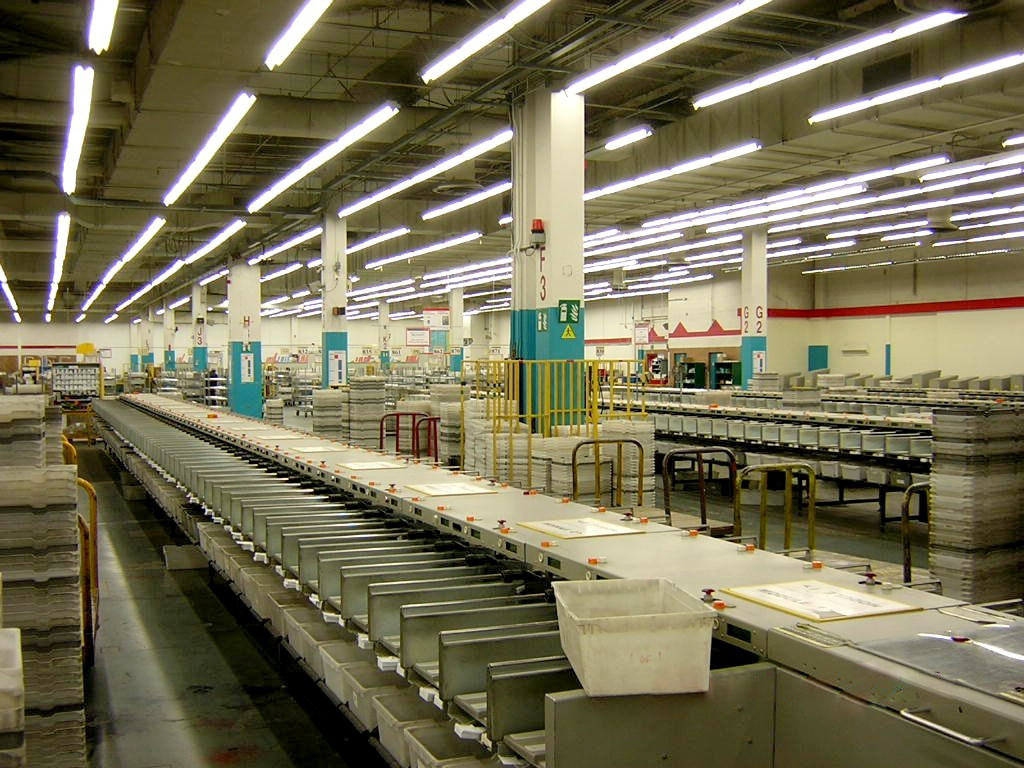
Automatische postsorteermachines in een groot postkantoor.

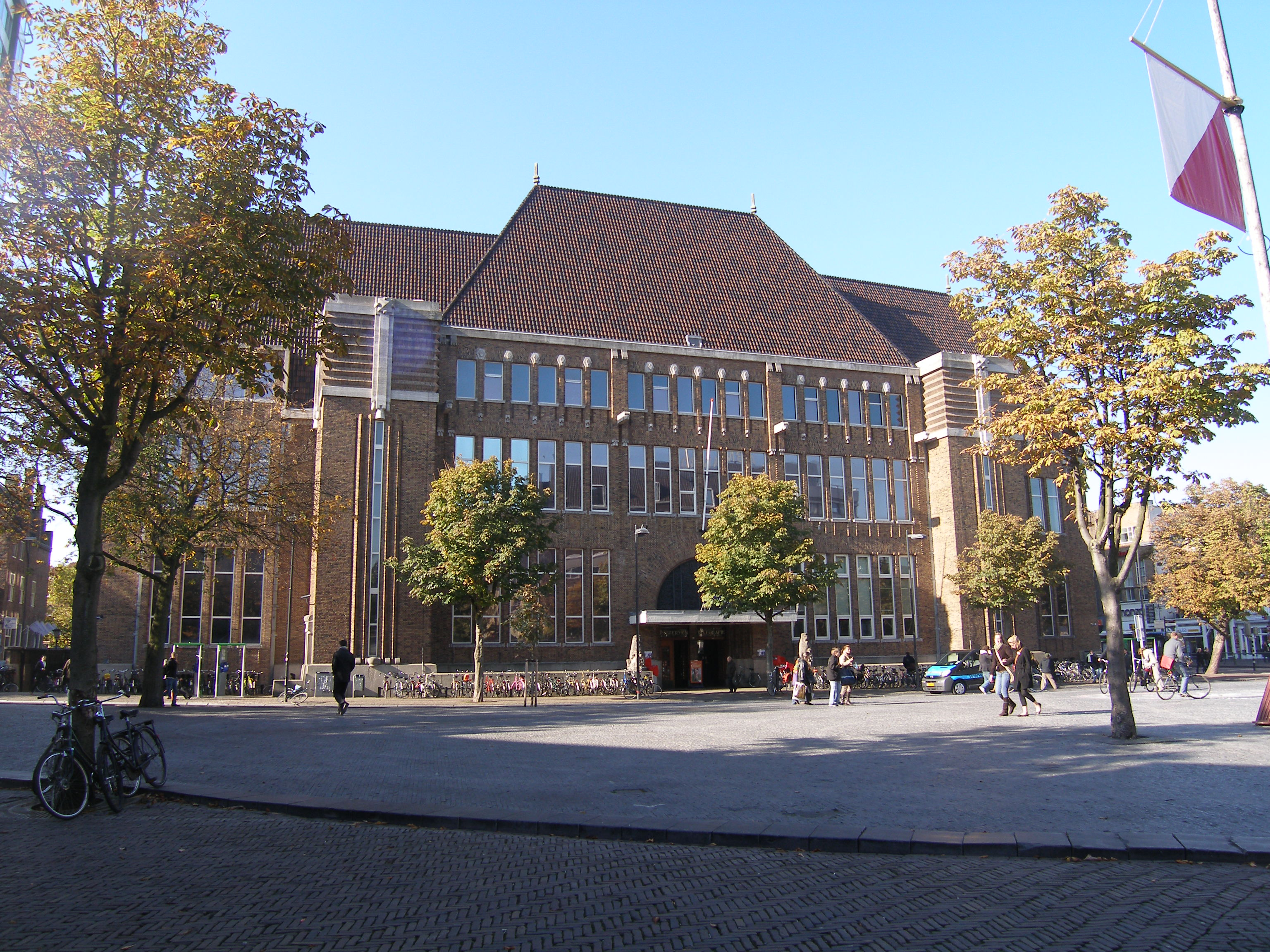
Het Utrechtse Hoofdpostkantoor was het laatste zelfstandige postkantoor in Nederland en werd op 28 oktober 2011 gesloten.

Een postkantoor is een gebouw waar post wordt ingezameld en gesorteerd en van waaruit de post wordt bezorgd. Daarnaast bieden postkantoren vaak diensten aan met betrekking tot post, zoals postbussen, het verkopen van aan post gerelateerde materialen als postzegels en enveloppen, en het inpakken en verzenden van pakketjes die te groot zijn om in een brievenbus te gooien.
In sommige landen hebben postkantoren tevens enkele taken die niet direct gerelateerd zijn aan de post, zoals het verstrekken van officiële documenten als paspoorten en belastingformulieren, of het verwerken van financiële transacties (postbank). In het verleden waren postkantoren vaak ook telegraafkantoren, waar telegrammen werden aangenomen en van waaruit ze werden bezorgd.
Postkantoren worden beheerd door de centrale posterijen van een land. Binnen een woonplaats kunnen meerdere postkantoren zijn, die meestal verantwoordelijk zijn voor alle post binnen een bepaald postcodegebied. Hier wordt de post uit dit gebied verzameld en ofwel direct gesorteerd, of anders doorgestuurd naar een groter, centraal postkantoor voor sortering. Dit sorteren gebeurt tegenwoordig vaak automatisch.
Met de privatisering van de postbedrijven in Europa en de liberalisering van de markt voor bulkzendingen en pakketpost is het accent meer komen te liggen op het aanbieden van aan de post gerelateerde diensten. De inzameling en sortering vindt dan plaats in afzonderlijke distributiecentra, terwijl de dienstverlening aan particulieren is ondergebracht bij winkels.

## Bijzondere typen postkantoor
Hoofdpostkantoor
Belangrijkste postkantoor in een grote stad
Stationspostkantoor
Groot postkantoor bij een spoorwegstation, dat als distributiecentrum fungeert en waar post per trein wordt aangevoerd en verzonden
Spoorwegpostkantoor
Rijdende trein waarin post wordt vervoerd en gesorteerd (verouderd)
Zeepostkantoor
Postkantoor aan boord van een passagiersschip, waar post wordt vervoerd en gesorteerd (verouderd)